# 779년 경주 지진
779년 경주 지진은 779년 신라의 수도였던 서라벌(현재의 경상북도 경주시 인근)에서 일어난 지진으로 기원후 2년부터 1904년 사이 한국의 역사지진 중에서 세번째로 강력했던 지진이자 한반도 내륙에서 발생한 지진 중 가장 큰 규모의 지진 중 하나이다. 이 지진은 2016년 경주 지진의 진원지에 가까운 곳에서 발생했다. 규모는 M6.7에서 최대 M7.0으로 추정된다.
779년 경주 지진이 일어나기 이전인 777년(혜공왕 13년)에도 각각 음력 3월과 음력 4월에 서라벌에 지진이 일어났었다.

## 사서에서의 기술
삼국사기에는 779년 당시의 지진에 대해 아래와 같이 남겼다.
十五年 春三月 京都地震 壞民屋 死者百餘人
혜공왕 15년(779년) 봄 3월에 서울에 지진이 일어나, 백성들의 집이 무너지고 죽은 사람이 1백여 명이었다.— 삼국사기

## 같이 보기
- 한국의 지진
- 100년 경주 지진
- 304년 경주 지진
- 2016년 경주 지진